# 大溫哥華
大溫哥華地區（英語：Greater Vancouver），亦稱溫哥華都會區（Metro Vancouver），是加拿大不列颠哥伦比亚省西南弗雷澤河下游和布勒内湾沿岸的低陸平原中西部沿海平原地区，包含加拿大第三大城市溫哥華和周邊同属都會區的城鎮，由大溫哥華區域局（Greater Vancouver Regional District）管理。
在當地英文媒體，同經常混用。但嚴格來说，专指的是1966年建立的大溫哥華區域局，是一個有法律地位的地方行政区划機構。另一方面，一些不屬於大溫哥華區域局辖区的城市，例如東邊隶属菲沙河谷区域局的米遜、阿伯茨福德、奇利瓦克和北邊隶属史戈密殊-利鲁艾特地区的惠斯勒、斯阔米什等市鎮，因为地理位置和经济活动都与温哥华十分密切，亦被当作大溫哥華地區的一部份。

## 人口
根据加拿大统计局2021年人口普查，大温哥华地区的人口为2,642,825人，比2016年2,463,431人增加了7.3％。私人住宅1,104,532户，其中有人居住的私人住宅的1,043,319户，空置率5.54%。 土地面积为2,883平方公里（1,113平方英里），2021年人口密度为918人 /平方公里（2,278人/平方英里），使其成为卑诗省人口和人口密度最大、加拿大人口第二大的地区。

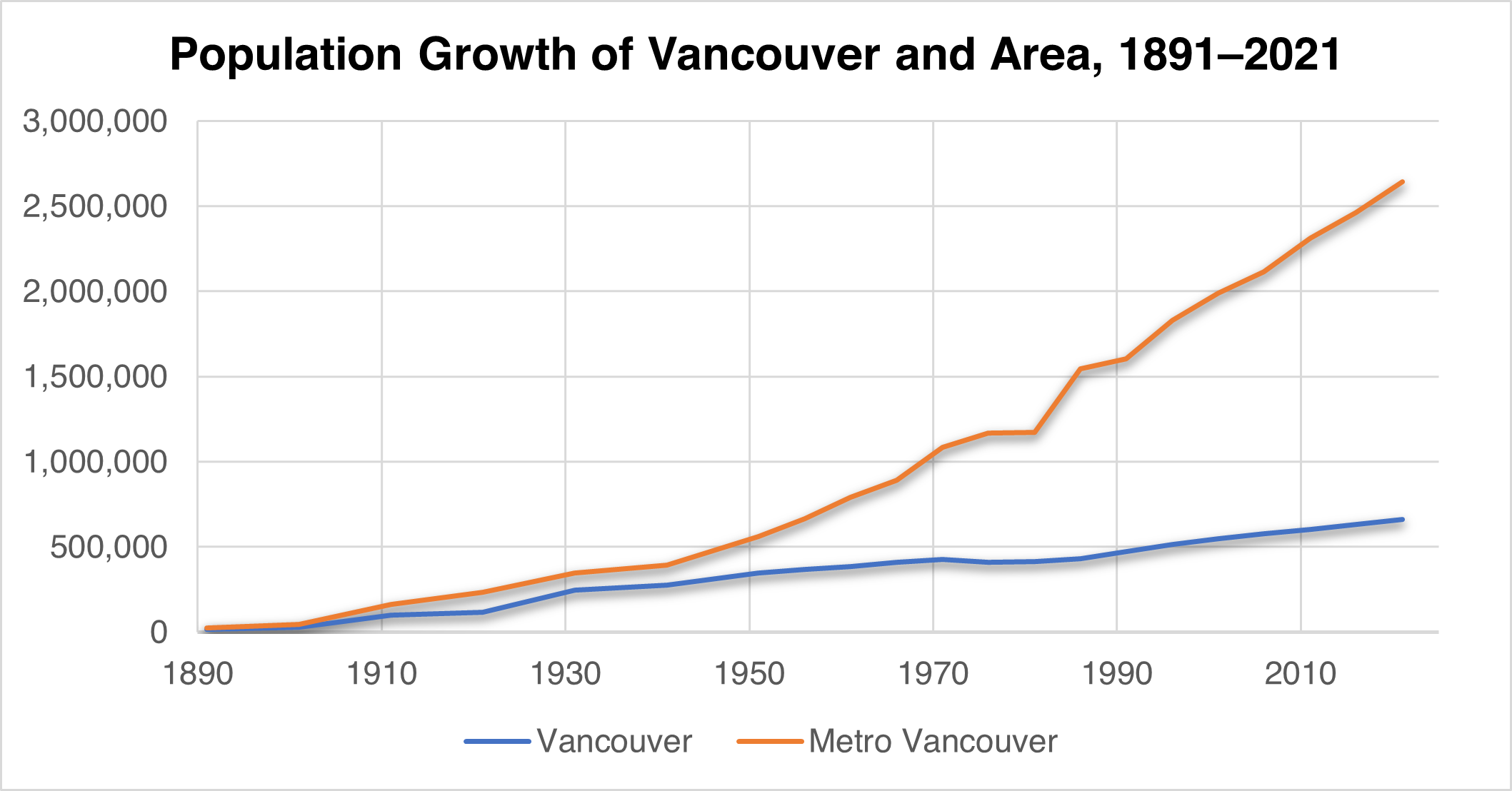
大温哥华地区人口增长（1921–2021）

## 市镇
大温有21个市镇，如下：
| 市镇         | 英文名字                    | 类别     | 人口 （2021） | 加入年份 |
| ------------ | --------------------------- | -------- | ------------- | -------- |
| 安莫尔       | Anmore                      | 村       | 2,356         | 1997年   |
| 贝卡拉       | Belcarra                    | 村       | 687           | 1993年   |
| 宝云岛       | Bowen Island                | 海岛市镇 | 4,256         | 1968年   |
| 本那比       | Burnaby                     | 市       | 249,125       | 1967年   |
| 高貴林       | Coquitlam                   | 市       | 148,625       | 1967年   |
| 三角洲       | Delta                       | 区域市镇 | 108,455       | 1967年   |
| 蘭里市       | Langley City                | 市       | 28,963        | 1988年   |
| 蘭里區       | District of Langley         | 区域市镇 | 132,603       | 1988年   |
| 狮子湾       | Lions Bay                   | 村       | 1,390         | 1972年   |
| 枫树岭       | Maple Ridge                 | 区域市镇 | 90,990        | 1995年   |
| 新威斯敏斯特 | New Westminster             | 市       | 78,916        | 1967年   |
| 北温哥华市   | City of North Vancouver     | 市       | 58,120        | 1967年   |
| 北温哥华区   | District of North Vancouver | 区域市镇 | 88,168        | 1967年   |
| 匹特草原     | Pitt Meadows                | 市       | 19,146        | 1995年   |
| 高貴林港     | Port Coquitlam              | 市       | 61,498        | 1967年   |
| 滿地寶       | Port Moody                  | 市       | 33,535        | 1967年   |
| 列治文       | Richmond                    | 市       | 209,937       | 1967年   |
| 素里         | Surrey                      | 市       | 568,322       | 1967年   |
| 温哥华       | Vancouver                   | 市       | 662,248       | 1967年   |
| 西温哥华     | West Vancouver              | 区域市镇 | 44,122        | 1967年   |
| 白石         | White Rock                  | 市       | 21,939        | 1967年   |

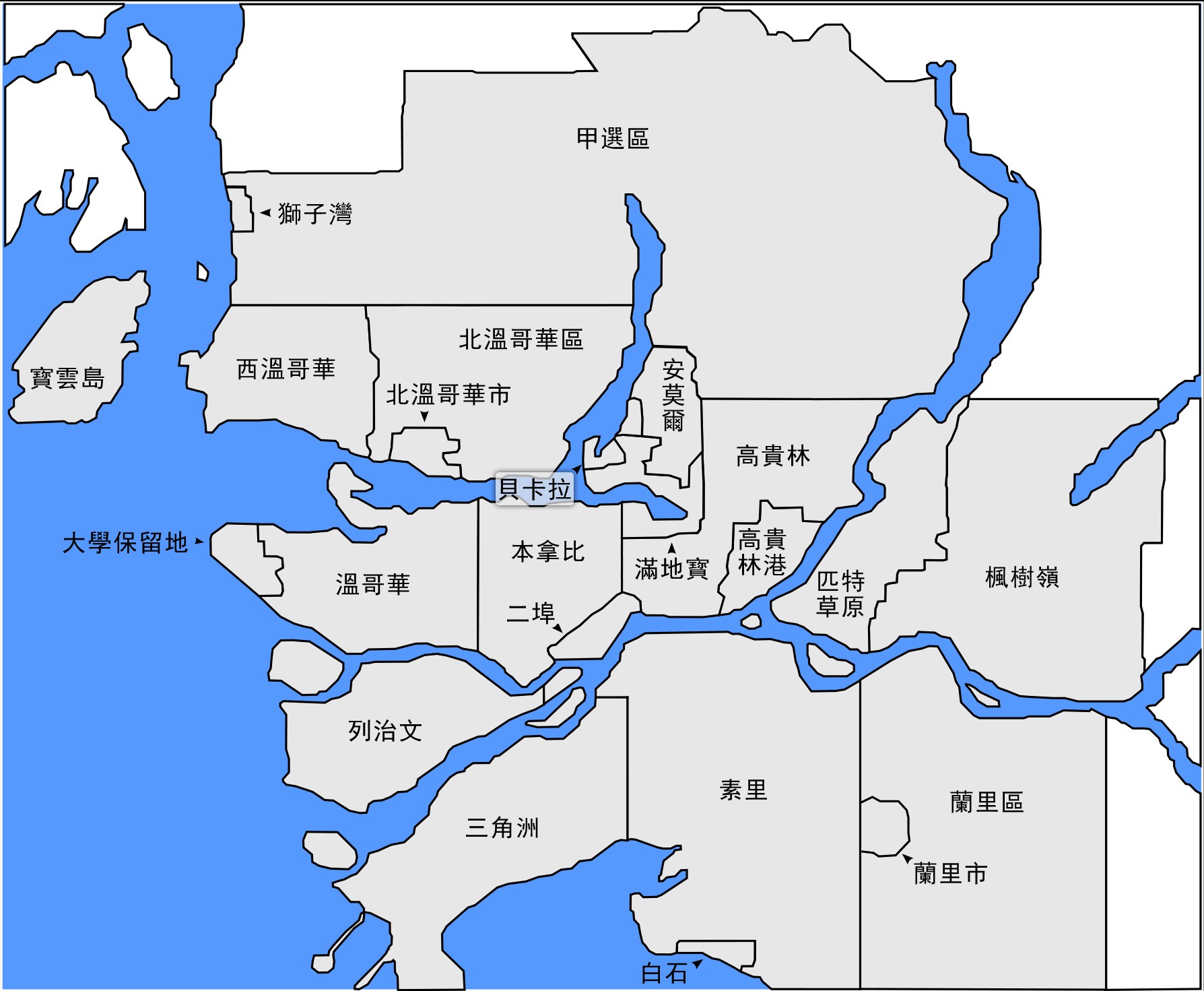
大温市镇

另外，大温不设地方行政架构的地区（如大学保留地、北温和西温以北的高地以及菲沙河上的班斯敦岛）则统称大温A选区。 2021年大温A选区的人口为18,612。
大温还有17个原住民保留地，不受任何市镇管辖。 2016年保留地的人口共计7,900。
其他位于低陸平原东部的市镇（如阿伯茨福德、奇利瓦克和米遜）虽然隶属菲沙河谷区域局，但有时也被当成大温地区的一部分。

## 旅遊

### 煤港
- 加拿大廣場
- 溫哥華美術館
- 太平洋購物中心
- 溫哥華展望台
- 辛克萊購物中心
- 費爾蒙飯店
- 羅伯森街
- 比爾雷德美術館
- 溫哥華市立圖書館
- 海洋大樓

### 西端區
- 日出茶太
- 笑臉人像
- 英吉利灣海灘
- 同志街
- 羅艾迪屋博物館
- 訂婚雕塑
- 落日海灘
- 史丹利公園

## 母语
根据加拿大统计局2016年人口普查数据，大温地区246万人口中，244万回答了自己的母语是什么的普查问题。236万人回答自己母语是单一语言，其中132万人的母语是英语，占56%；38.5万人的母语是汉语（含粤语、官話等），占16%；15万人的母语是旁遮普语，占6.4%；6.7万人的母语是菲律宾语，占2.8%；4.6万人母语是韩语，占1.9%；4.4万人母语是伊朗语，占1.9%。
1. 英语1,316,640人，占56%
2. 汉语385,355人，占16%
3. 旁遮普语151,205人，占6.4%
4. 菲律宾语66,825人，占2.8%
5. 韩语45,990人，占1.9%
6. 伊朗语43,985人，占1.9%
7. 西班牙语36,625人，占1.6%
8. 法语25,005人，占1.1%
9. 印地语24,220人，占1.0%
10. 德语24,055人，占1.0%
11. 越南语22,950人，占1.0%
12. 俄语18,175人，占0.8%
13. 日语16,900人，占0.7%
14. 意大利语15,450人，占0.7%
15. 阿拉伯语14,320人，占0.6%